# Тёрнер, Майкл (космолог)
Майкл Тёрнер (англ. Michael S. Turner; род. 29 июня 1949, Лос-Анджелес) — американский астрофизик-теоретик, космолог, теоретический космолог, впервые употребивший термин «тёмная материя». Доктор философии (1978), заслуженный сервис-профессор Чикагского университета (эмерит, Bruce V. & Diana M. Rauner Distinguished Service Professor Emeritus) и старший стратегический советник Фонда Кавли (Kavli Foundation), член Национальной АН США (1997) и Американского философского общества (2017). В 2010—2019 гг. директор Института космологической физики им. Кавли Чикагского университета.

## Биография
Окончил Калифорнийский технологический институт (бакалавр физики, 1971). Степени магистра (1973) и доктора философии (1978) по физике получил в Стэнфордском университете.
В 1983—1997 годах научный сотрудник Национальной ускорительной лаборатории им. Энрико Ферми. В 1989—1994 годах президент Aspen Center for Physics, в 1997—2003 годах глава его департамента астрономии и астрофизики; в 2009—2012 годах председатель совета центра. В 2003—2006 годах помощник директора по математическим и физическим наукам Национального научного фонда. В 2006—2008 годах шеф-учёный Аргоннской национальной лаборатории. В 2010—2019 годах директор Института космологической физики им. Кавли Чикагского университета (Kavli Institute for Cosmological Physics), который он также в своё время помог основать. Председатель-основатель ScienceCounts.
Член старшей редколлегии журнала Science.
В 2013 году президент Американского физического общества (член с 1986). Член Американской академии искусств и наук (1996).
Соавтор популярного учебника «Early Universe».

## Награды и отличия
- 1983 — Стипендия Слоуна
- 1984 — Премия Хелены Уорнер, Американское астрономическое общество
- 1997 — Премия Юлия Эдгара Лилиенфельда, Американское физическое общество
- 1999 — Премия Пола Клопстега[англ.], Американская ассоциация учителей физики
- 2000 — Wolfgang-Paul-Vorlesung[нем.]
- Почётный доктор Университета штата Мичиган (2005)
- Distinguished Alumnus Award Калтеха (2006)
- Премия Дэнни Хайнемана в области астрофизики, Американское астрономическое общество и Американский институт физики (2010, совм. с Э. Колбом)[4]
- George Darwin Lectureship[англ.] (2011)
- Ryerson Lecture Чикагского университета (2013)